# Privolni (Khopiórskaia)
|  | Per a altres significats, vegeu «Privolni». |

Privolni - Привольный (rus) - és un khútor del krai de Krasnodar, a Rússia. Es troba a les planes de Kuban-Priazov, a la vora esquerra del riu Boríssovka, afluent per la dreta del Txelbas. És a 26 km al sud-est de Tikhoretsk i a 130 km al nord-est de Krasnodar.
Pertany a l'stanitsa de Khopiórskaia.